# Parallelwelt
Der Begriff Parallelwelt, auch Paralleluniversum, bezeichnet ein hypothetisches Universum außerhalb des bekannten Universums. Die Gesamtheit aller Parallelwelten wird als Multiversum bezeichnet. Die Annahme von Parallelwelten (Mehrweltentheorie) wird in der Philosophie seit der Antike erörtert. Zu unterscheiden ist dabei zwischen der Diskussion über theoretisch mögliche Welten unter formalen Gesichtspunkten und den Hypothesen, in denen solchen Welten eine wirkliche Existenz zugeschrieben wird. Auch in der physikalischen Kosmologie wird die Möglichkeit der realen Existenz von Parallelwelten diskutiert. Einer breiteren Öffentlichkeit ist die Vorstellung vor allem aus der Science-Fiction bekannt.
In einem übertragenen Sinne wird der Begriff auch in der Psychologie, in den Gesellschaftswissenschaften sowie umgangssprachlich verwendet. Dort ist mit „Parallelwelt“ ein nach außen abgegrenzter Bereich gemeint, in dem sich das Leben bestimmter Personen oder Gruppen unabhängig von der „Außenwelt“ abspielt.

## Physik

### Die Viele-Welten-Interpretation der Quantenphysik
Die Viele-Welten-Interpretation ist eine Interpretation der Quantenphysik, die 1957 von Hugh Everett erstmals vorgeschlagen wurde. Sie soll erklären, weshalb sich die Wahrscheinlichkeit jedes Messwerts in einem quantenphysikalischen System genau berechnen lässt, jedoch im Allgemeinen das Ergebnis einer einzelnen Messung nicht vorhersehbar ist. Gemäß dieser Interpretation entstehen bei einer Messung aus einer ursprünglichen Welt mehrere neue parallele Welten in einem „Quantenuniversum“ mit jeweils unterschiedlichen Messergebnissen.
Im Zusammenhang mit dieser Interpretation der Quantenphysik führte Andy Nimmo im Dezember 1960 und Februar 1961 in einem Vortrag über Everetts Ideen den Begriff des „Multiversums“ ein. Nach seiner Wortverwendung ist ein Multiversum „ein [unserer Beobachtung] manifestes Universum, wovon eine Vielzahl das gesamte Universum ausmachen“ („an apparent universe, a multiplicity of which go to make up the whole universe“). Im Kontext von Interpretationen der Quantenphysik verwendete den Ausdruck Multiversum z. B. David Deutsch, allerdings in der Bedeutung der unendlichen Gesamtheit aller physikalisch möglichen Aufteilungen der Realität in lokale physikalische Systeme. Hier bezeichnet der Ausdruck „Multiversum“ also ungefähr das, was Nimmo „gesamtes Universum“ nennt. Deutsch schlug vor, die Struktur des „Multiversums“ mittels der Quanteninformation zu erklären, in Analogie zu den unendlich vielen Möglichkeiten innerhalb der allgemeinen Relativitätstheorie, die Raumzeit auf Hyperflächen zu beziehen. Deutsch betrachtet beide Ansätze als Grenzfälle einer noch zu entwickelnden Theorie, welche die Struktur des Multiversums unter Bedingungen der Quantengravitation zu beschreiben hätte.

### Modelle zum Urknall
Das Modell der Bildung des bekannten Universums aus einer „Blase“ eines Multiversums wurde von Andrei Dmitrijewitsch Linde erdacht. Es passt gut in die weithin akzeptierte Theorie des Urknalls und der Inflation im Frühstadium des Universums. Eine anfangs kleine Region des Raumes kann nach endlicher Expansion ihren „Phasenübergang“ vollenden und beispielsweise unser ganzes heute beobachtbares Universum umfassen, während im übrigen Raum die Inflation ewig weitergeht. Gemäß der von Andrei Linde entwickelten Hypothese der „chaotischen Inflation“ bilden sich mit quantenphysikalischer Zufallswahrscheinlichkeit an verschiedenen anderen Stellen des Raumes kleine „Keime“, in denen der „Phasenübergang“ auch irgendwann zum Abschluss kommt. In jedem „Keim“ entsteht durch heißen „Urknall“ ein eigenes Universum. Auch Alexander Vilenkin vertritt ein derartiges Modell.
Die Theorie eines Multiversums soll eine Erklärung der genauen Feinabstimmung der Naturkonstanten ermöglichen. Jedes einzelne Universum hat bestimmte Werte für seine Naturkonstanten (z. B. Feinstrukturkonstante, Gravitationskonstante). Nur in relativ wenigen Universen lassen die Werte Leben zu. Das beobachtbare Universum gehört zu der Teilmenge derjenigen Universen, in denen intelligentes Leben möglich ist. Wenn die Anzahl der Paralleluniversen unendlich ist, ist die vermeintlich zufällige Existenz des vom Menschen beobachtbaren Universums notwendig. Mit dem Verhältnis zwischen den Beobachtern und dem beobachtbaren Universum befassen sich die verschiedenen Versionen des anthropischen Prinzips.

## Philosophie

### Antike
Die Hypothese der Existenz von Parallelwelten wurde bereits in der Philosophie der Antike erörtert. Zu ihren ersten Vertretern gehörte Petron von Himera, ein Grieche sizilischer Herkunft, der wohl im 5. oder frühen 4. Jahrhundert v. Chr. lebte. Er war der Überzeugung, dass die Anzahl der Welten endlich sein müsse, und spekulierte über ihre räumliche Anordnung. Nach seiner Hypothese gibt es 183 Welten (kósmoi), die aneinandergereiht sind und einander berühren; sie formen ein gleichseitiges Dreieck, wobei je 60 Welten die drei Seiten bilden und die drei übrigen die Ecken sind. Viele Einzelheiten und insbesondere die Begründung sind unbekannt, da Petrons Modell nur durch die Darstellung bei Plutarch überliefert ist. Vermutlich hat sich Petron die Welten kugelförmig vorgestellt.
Auch dem Vorsokratiker Anaximander, der im 6. Jahrhundert v. Chr. lebte, wird ein Viele-Welten-Modell zugeschrieben. Theophrast berichtet, Anaximander habe „eine bestimmte andere, unbegrenzte Natur, aus der alle Himmel und die Welten in ihnen hervorgehen“ angenommen. Nach heutigem Forschungsstand ist allerdings davon auszugehen, dass Theophrast eine verfälschende, von späteren Entwicklungen der Philosophiegeschichte geprägte Darstellung von Anaximanders Kosmologie bietet.
Sicher ist, dass die Atomisten Leukipp und Demokrit ein Viele-Welten-Modell entwickelt haben. Ihrer Auffassung zufolge müssen die Gründe, die aus mechanischer Notwendigkeit zur Entstehung dieser Welt geführt haben, ebenso die Entstehung unendlich vieler anderer Welten bewirkt haben und weiterhin verursachen. Die Welten können nach der atomistischen Lehre sowohl zeitgleich als auch nacheinander existieren. Sie entstehen und vergehen; während die einen im Entstehen sind, lösen sich andere bereits auf. Metrodoros von Chios, der ein Schüler Demokrits gewesen sein soll, illustrierte die Überlegung der Atomisten mit einem Vergleich, der vielleicht von Demokrit selbst stammt: Dass im unendlichen Raum nur ein einziger Kosmos entstehe, sei ebenso unwahrscheinlich wie dass auf einer großen Ackerfläche nur ein einziger Getreidehalm heranwachse. In dem atomistischen Modell gibt es unzählig viele Atome und einen unbegrenzten Raum. Die Atome sind ständig in Bewegung, und es bilden sich Ansammlungen von ihnen, die zur Entstehung von Strudeln oder Wirbeln führen, aus denen sich dann die Welten formen. Um jede Welt bildet sich eine Membran oder Hülle aus Atomen, durch die sie abgegrenzt wird. Die Welten sind von unterschiedlicher Ausdehnung, zwischen ihnen befindet sich leerer Raum. Die Verteilung der Welten im Raum ist ungleichmäßig. Auch die Anzahl und Größe der Gestirne in den verschiedenen Welten differiert, da der jeweilige Verlauf des Weltentstehungsprozesses von Zufallsfaktoren beeinflusst wird. In manchen Welten gibt es kein Leben.
Platon verwarf die Hypothese mehrerer Welten und insbesondere die Annahme, es gebe unendlich viele. In seinem Dialog Timaios ließ er die Hauptfigur Timaios von Lokroi die Überzeugung vortragen, der Schöpfer, der stets das Beste wolle, habe nach dem Vorbild seiner eigenen Natur die bestmögliche Welt erschaffen. Es könne nur eine einzige bestmögliche Welt geben. Der Schöpfer sei nur einer und seine Schöpfung entspreche ihm auch hinsichtlich der Einzahl. Wenn es mehrere Welten gäbe, so wären sie nicht unmittelbar dem Schöpfer, sondern dem sie umfassenden Multiversum nachgebildet. Dann wären sie dem Multiversum als dessen Teile untergeordnet; sie wären nur Abbilder eines geschaffenen und daher nicht in jeder Hinsicht vollkommenen Musters. Die Welt sei aber so schön, dass sie unmittelbar nach dem Vorbild des vollkommenen Schöpfers geschaffen sein müsse. An einer späteren Stelle seiner Ausführungen kommt Platons Timaios auf die Frage zurück und äußert sich nun vorsichtiger. Er erwägt die Möglichkeit, dass es fünf Welten gibt, entsprechend den fünf platonischen Körpern. Zwar entscheidet er sich wiederum für die Einzigkeit der Welt, da dies die plausibelste Theorie sei, doch lässt er nun die Möglichkeit offen, dass eine andere Hypothese zutrifft. Ausgeschlossen sei allerdings eine unendliche Anzahl von Welten.
Aristoteles hielt es für unmöglich, dass es „mehrere Himmel“ gibt. Er meinte, weder nacheinander noch nebeneinander könnten mehrere Welten existieren. Kein Körper könne sich außerhalb des bekannten begrenzten Universums befinden. Mit mehreren Argumenten versuchte er die Mehrweltentheorie zu widerlegen. Eine seiner Überlegungen war, dass mehrere Welten, wenn sie existierten, aus den gleichen Elementen zusammengesetzt sein müssten und diese überall die gleichen naturgemäßen Bewegungsrichtungen aufweisen müssten. Alles Schwere müsse von Natur aus demselben Punkt zustreben, alles Leichte von ihm wegstreben. Dieser Punkt könne nur der Mittelpunkt eines einzigen Kosmos sein. Dadurch war für Aristoteles ein Multiversum, in dem jede Welt einen eigenen Mittelpunkt hat, ausgeschlossen.
Der Platoniker Plutarch erörterte die Mehrweltentheorie ausführlich in seiner Schrift De defectu oraculorum. Dort kommen in einem literarischen Dialog Argumente für und gegen die Existenz eines Multiversums zur Sprache. Es wird versucht, die Argumentation des Aristoteles zu widerlegen. Auch die in Platons Timaios erwogene Hypothese der Fünfzahl wird eingehend untersucht. Die Frage bleibt offen. Anders als bei Platon endet die Untersuchung nicht mit einer Präferenz für die Einwelttheorie; vielmehr lautet das Fazit, dass die Mehrweltentheorie der gegenteiligen Auffassung an Plausibilität nicht nachsteht.
Der spätantike Neuplatoniker Proklos setzte sich mit der Frage in seinem Kommentar zu Platons Timaios auseinander. Er plädierte nachdrücklich für die Einwelttheorie.

### Mittelalter
Im Mittelalter dominierte generell die Einwelttheorie. Strittig war, ob die Einzigkeit der Welt und die Beschaffenheit der Schöpfung eine Notwendigkeit ist oder Gott auch andere Welten erschaffen könnte, wenn er wollte. Die Autorität der antiken philosophischen Tradition, sowohl der platonischen als auch der aristotelischen, fiel zugunsten der Notwendigkeit ins Gewicht. Gegen die Notwendigkeitshypothese wandten sich aber Theologen, die darin eine unstatthafte Einschränkung von Gottes Allmacht und Entscheidungsfreiheit sahen. Sie meinten, Gott habe die bestehende Gestalt des Kosmos aus einer Reihe von Möglichkeiten ausgewählt. Dieser Ansicht waren u. a. der einflussreiche islamische Theologe al-Ghazali und der jüdische Denker Maimonides. Unter den christlichen Gelehrten entwickelten insbesondere Petrus Johannes Olivi und Richard von Mediavilla die Lehre, dass Gott mehrere Welten erschaffen könne. Sie gingen aber davon aus, dass er nur eine tatsächlich erschaffen hat. Die aristotelische Auffassung, der zufolge die Existenz von mehr als einer Welt prinzipiell unmöglich ist, wurde 1277 kirchlich verurteilt.

### Frühe Neuzeit
Im 16. Jahrhundert wandte sich Giordano Bruno gegen die aristotelische Kosmologie. Er nahm ein unbegrenztes Universum an, das eine unendliche Zahl endlicher Welten (mondi) enthält. Allerdings handelt es sich bei den Welten nicht um gegeneinander durch Schranken abgeschlossene Paralleluniversen, denn für Bruno gibt es nur ein Universum und dieses bildet eine Einheit. Das Universum ist ein Kontinuum, definiert als die unendliche körperliche Substanz im unendlichen Raum. Es ist ungeteilt, von einheitlicher Natur und einheitlich organisiert, alle seine Bestandteile hängen zusammen. Außerhalb des Universums ist nichts.
Descartes ging davon aus, dass die Materie überall dieselbe sein müsse und demnach alle möglichen Welten aus ein und derselben Materie bestehen müssten. Gegen die Annahme von Parallelwelten brachte er das Argument vor, die Natur der Materie bestehe nur darin, eine ausgedehnte Substanz zu sein, und diese müsse jeden Raum ausfüllen, also auch alle möglichen Räume, die andere Welten einnehmen könnten. Somit könne es nur eine Welt geben.
Leibniz nahm an, die bestehende Welt sei die beste der unendlich vielen möglichen Welten. In seinem Modell gibt es nur eine wirkliche Welt, da Gott, der das Beste will, von allen theoretischen Möglichkeiten notwendigerweise nur die beste verwirklicht hat.
Kant war der Ansicht, es sei „im recht metaphysischen Verstande wahr“, dass mehr als eine Welt existieren könne. Damit meinte er gegeneinander abgeschottete Welten, deren Substanzen nur innerhalb der eigenen Welt mit anderen Substanzen verknüpft sind und mit nichts in einer anderen Welt in einer Relation stehen. Gott könne viele Millionen solcher Welten erschaffen haben. Ob sie tatsächlich existieren, lasse sich nicht entscheiden. Eine Einschätzung der Wahrscheinlichkeit von Paralleluniversen hielt Kant aber für sinnvoll. Seiner Argumentation zufolge ist es unwahrscheinlich, dass Gott mehrere Welten erschaffen hat, die räumlich der bekannten Welt entsprechen und daher mit ihr verbunden sein könnten. Gegen diese Annahme spricht, dass die Schöpfung eine Unvollkommenheit aufweist, wenn solche Welten unverbunden nebeneinander bestehen. Verbundenheit bewirkt Harmonie und ist ein Aspekt der Vollkommenheit. Daher ist die Hypothese von Parallelwelten nur dann plausibel, wenn es sich um räumlich andersartige, nicht dreidimensionale Universen handelt, die mit der dreidimensionalen Welt prinzipiell nicht verbunden werden können. Die Existenz solcher Universen ist wahrscheinlich, da alle Werke Gottes die maximale mögliche Größe und Mannigfaltigkeit aufweisen.

### Moderne
Mögliche Welten spielen in der Modallogik eine wichtige Rolle. Dabei geht es um die semantische Bewertung von Modalaussagen wie „Es ist möglich, dass A“ oder „Es ist notwendig, dass A“. Die Aussage A gilt dann als notwendigerweise wahr, wenn sie in allen möglichen Welten wahr ist – also in allen in Frage kommenden Alternativen zu der gegebenen Welt, in der die Aussage „Es ist notwendig, dass A“ interpretiert wird. Wesentlich ist dabei die Relation, die festlegt, welche Welten Alternativen zu der gegebenen Welt sind. Die Untersuchung von Modallogiken und der ihnen zugeordneten Klassen von Mögliche-Welten-Modellen ist unabhängig von Annahmen über den ontologischen Status der möglichen Welten.
In der neueren Debatte über den ontologischen Status stehen sich hauptsächlich zwei Positionen gegenüber: der Aktualismus und der Possibilismus, possibilistische Realismus oder modale Realismus. Aus aktualistischer Sicht existieren konkrete Objekte nur in der gegebenen Welt (actual world), während alle anderen Welten nur abstrakt existieren. Dadurch ist die gegebene Welt vor allen anderen Welten als aktual (tatsächlich) ausgezeichnet. Die Gegenposition, deren namhaftester Vertreter David Lewis ist, lehnt eine solche Auszeichnung einer bestimmten Welt ab. Dieser Sichtweise zufolge sind Aussagen über Tatsächlichkeit keine Aussagen über die Welt, auf die sie sich beziehen, sondern nur Aussagen über die Position des Sprechenden, so wie „hier“ und „jetzt“ nur Aussagen über die räumliche bzw. zeitliche Position des Sprechenden und nicht über Stellen in Raum und Zeit sind. Demnach kommt allen möglichen, aus der Sicht des Sprechers nichtaktualen Welten eine ebenso wirkliche Existenz zu wie der für den Sprecher gegebenen Welt. Das Wort „existieren“ wird für beide im selben Sinn verwendet. Lewis stellt sich die Parallelwelten als raumzeitlich und kausal isoliert vor. Er argumentiert gegen Überschneidungen der Parallelwelten und gegen die Annahme von Trans-World-Individuals: Obwohl es zu jedem Individuum dieser Welt ihm mehr oder weniger ähnliche Gegenstücke (counterparts) in anderen Welten gibt, handelt es sich nicht um ein Individuum, das zugleich verschiedenen Welten angehört. In der Auseinandersetzung mit Kritik an seiner Theorie wendet sich Lewis auch gegen (anscheinend) vermittelnde Positionen wie die von Robert Stalnaker, die in Wirklichkeit aktualistisch seien. Solche Positionen nennt er ersatz modal realism oder ersatzism („Ersatzismus“). Er meint, die „Ersatzisten“ könnten ihr Versprechen nicht einlösen, dass ihre Modelle dasselbe leisteten wie der echte modale Realismus, ohne dessen ontologische Konsequenzen in Kauf nehmen zu müssen.
In der Auseinandersetzung zwischen Theisten und Atheisten wird die Mehrweltentheorie von atheistischer Seite ins Feld geführt. Der Atheist Richard Dawkins zieht sie heran, um seine Auffassung plausibel zu machen, dass es nicht erforderlich sei, zur Erklärung der Entstehung und Beschaffenheit der Welt und der Menschheit eine erschaffende und lenkende intelligente Instanz anzunehmen. Das Argument von Theisten, die statistische Unwahrscheinlichkeit der spontanen Entwicklung einer so beschaffenen Welt spreche für einen Schöpfer, lasse sich entkräften, wenn man die gegebene Welt als Teil eines Multiversums aus unzähligen Welten betrachte. Dann sei es nicht erstaunlich, dass zu einem solchen Multiversum unter anderem auch Welten gehören, in denen die komplizierten Voraussetzungen gegeben sind, die zur Ermöglichung menschlichen Lebens erforderlich sind.
Der Theologe und theoretische Physiker John Polkinghorne hält dem entgegen, die Mehrweltentheorie sei aufgrund der logischen Unmöglichkeit, mögliche andere Welten empirisch zu erfassen, keine physikalische, sondern eine metaphysische Theorie. Damit stehe sie auf einer Stufe mit dem Glauben an einen Schöpfergott, der im Vergleich mit ihr „eleganter und ökonomischer“ sei.
Der Astronom und Nobelpreisträger Arno Penzias hielt die Mehrweltentheorie ebenfalls für unplausibel. Er äußerte die Ansicht, dass Gegner der Vorstellung eines planvoll geschaffenen Universums eine Theorie benötigten, die eine Planung (etwa die Feinabstimmung der Naturkonstanten) überflüssig macht, und dafür auf nicht Nachweisbares zurückgriffen.
Im Mai 2020 äußerte der Astrophysiker Ethan Siegel in einem Forbes-Blogbeitrag die Kritik, dass Paralleluniversen auf der Grundlage der uns vorliegenden wissenschaftlichen Erkenntnisse zunächst ein Science-Fiction-Traum bleiben müssten.

## Psychologie
In der Psychologie wird der Begriff der Parallelwelt manchmal verwendet, um Verhaltensweisen der Realitätsflucht zu bezeichnen. So können Menschen mit Hilfe der Phantasie unerfüllbare Sehnsüchte, Wünsche oder Bedürfnisse imaginär ausleben oder unerträgliche Situationen verdrängen, indem sie sich Parallelwelten bzw. „Ersatzwirklichkeiten“ schaffen. In der Parallelwelt denkt sich der Phantasierende in eine oder mehrere virtuelle, gewünschte Rollen hinein, kommuniziert mit den darin lebenden Personen und schafft eine Umgebung, in der die realen Hemmnisse für seine Sehnsüchte nicht mehr vorhanden sind.
Dies ist bis zu einem gewissen Grade normal und als Ausgleich zu Stresserfahrungen sogar hilfreich für die psychische Regeneration und Entspannung – wie ja auch der Traum, auf den der Mensch ebenfalls nicht verzichten kann, als Parallelwelt angesehen werden kann. Im Zuge von Persönlichkeitsstörungen können Phantasiewelten jedoch auch problematische Ausmaße annehmen, vor allem dann, wenn diese Welten bedeutender werden als die eigentliche Realität, wie es beim Eskapismus der Fall ist. Auch Medienangebote wie Fernsehen, Computerspiele und das Internet können hierbei eine Rolle spielen.

## Kunst und Unterhaltung
Das Konzept einer alternativen Welt wird oft in Filmen umgesetzt. Dies geschieht durch die Darstellung alternativer Handlungsstränge („Was wäre, wenn…?“). Beispiele dafür sind Werke wie Butterfly Effect, Lola rennt, Ist das Leben nicht schön?, „Time Cop“ und Zurück in die Zukunft. Ein direkter Bezug zur Multiversum-Theorie findet sich am Ende des Kinofilms Men in Black, wo das Universum zu einer Murmel neben vielen anderen zusammenschrumpft.
Die Fernsehserie Sliders – Das Tor in eine fremde Dimension thematisiert Parallelwelten ausführlich. Auch in den Superman-Comics, Gerechtigkeitsliga und deren Verfilmungen spielen Paralleluniversen eine große Rolle, z. B. in Justice League: Crisis on Two Earths und Justice League: The Flashpoint Paradox.
In einigen Serien des Star-Trek-Franchise taucht unter dem Begriff Spiegeluniversum eine alternative Realität auf, teilweise auch über mehrere Episoden (Star Trek: Deep Space Nine). Dort existiert ein Paralleluniversum, in dem die Hauptcharaktere teilweise gänzlich ins Gegenteil verkehrte, faschistoide Wesenzüge haben und die politische Lage eine andere ist und damit häufig andere Charakterentwicklungen bedingt. In Raumschiff Enterprise – Das nächste Jahrhundert kommen in manchen Folgen unterschiedliche Zeitstränge vor; Episoden beginnen in veränderten Realitäten, wobei die Veränderungen manchmal auffällig sind, manchmal subtil. Auch in den Serien Star Trek: Enterprise und Star Trek: Discovery gibt es mehrere Episoden, in denen Paralleluniversen in die Handlungsstränge eingebaut sind.
Weitere Beispiele:
- Fringe, seit 2008 ausgestrahlte Fernsehserie, besonders ab der 2. Staffel.
- Buchtrilogie His Dark Materials: Besonders ab dem zweiten Buch Das magische Messer erstreckt sich die Handlung über mehrere parallelen Welten.
- Im Dunkler-Turm-Zyklus von Stephen King wird die Vorstellung eines Multiversums gebildet, in dem der Hauptakteur, der Revolvermann Roland Deschain, erst durch mehrere Zeiten und Parallelwelten schreiten muss, um letztendlich zum dunklen Turm zu gelangen.
- Independent-Filmproduktion Coherence von 2013: Es werden die Folgen der Kohärenz sich temporär überlappender Parallelwelten aufgezeigt.
- Computerspiel BioShock Infinite: Interagieren paralleler Welten als Erklärung für die Kräfte der Figur Elizabeth und als wesentlicher Teil der Handlung.
- Märchenfilm Rotkäppchen in der Verfilmung von 2005.
- Ideengebend für viele Filme oder auch einzelne Folgen war Ist das Leben nicht schön? So erfährt der Titelheld in Für immer Shrek, wie die Welt aussehen würde, wenn es ihn nie gegeben hätte.
- Die gesamte Serie Rick and Morty ist auf dem Konzept eines Multiversums aufgebaut.
- Der Film The One handelt in einem Multiversum.
- Im Roman bzw. Hörbuch von Frank Schätzings Die Tyrannei des Schmetterlings werden parallele Universen aufgegriffen und sind ein bedeutender Teil der Handlung.
- Im Roman Der Zeitenläufer (engl. Dark Matter) entwickelt ein Wissenschaftler eine Methode, mit der man sich in Parallelwelten begeben kann, und nimmt in einer von ihnen den Platz seines alternativen Ichs ein
- Die Lange Erde, eine Romanreihe von Stephen Baxter und Terry Pratchett, die mit der Idee spielt, mit einem Gerät die Parallelwelten zu bereisen und zu besiedeln.
- Im Film Yesterday von 2019 lebt ein Musiker nach einem Stromausfall in einer sich nahtlos anschließenden und nahezu identischen Welt, in deren Geschichte jedoch mindestens die Beatles, Coca-Cola, Zigaretten und Harry Potter nie erfunden wurden.
- In der Serie The Man in the High Castle werden Parallelwelten thematisiert, in welchen unter anderem der 2. Weltkrieg jeweils anders verlaufen ist.

- In der Serie The Magicians kommen ebenfalls verschiedene Paralleluniversen, unter anderem das fiktive Land Fillory sowie durch alternative Zeitlinien veränderte Handlungsstränge, vor.
- Das aus mehreren Serien (z. B. Arrow, The Flash und Supergirl) bestehende Arrowverse spielt auf Earth Prime innerhalb eines Multiversums, in dem zudem andere Serien (z. B. Stargirl und Titans) auf anderen Erden spielen.
- In der Phase vier des Marvel Cinematic Universe wird mit der Serie Loki und der Animationsserie What If…? und mit Spider-Man: No Way Home das Multiversum eingeführt und im Film Doctor Strange in the Multiverse of Madness weiter ausgeführt. Die Handlungen der MCU-Filme spielen dabei auf Erde 616, während die Raimi-Trilogie (bestehend aus Spider-Man, Spider-Man 2 und Spider-Man 3), der Webb-Zweiteiler (The Amazing Spider-Man und The Amazing Spider-Man 2: Rise of Electro) sowie Venom auf einer jeweils anderen Erde im Multiversum beheimatet sind.
- Computerspielserie The Legend of Zelda: In den Spielen A Link to the Past, Ocarina of Time, Majora’s Mask, Twilight Princess, Skyward Sword und A Link Between Worlds reist der Held in Paralleluniversen bzw. in Parallelwelten.

### Abgrenzung zwischen Paralleluniversum und ähnlichen Erzählthemen

#### Anderwelt
In einigen Märchen und Erzählungen kommt der Hauptdarsteller zwar in Berührung mit einer „Anderwelt“, doch entspricht diese eher einem anders gearteten „Jenseits“, einer Märchenwelt oder Traumwelt, als einem Paralleluniversum.
Eine Anderwelt ist in vielen Fällen eine märchenhafte, jenseitige, oft bessere Welt. Bekannte Darstellungen solcher Anderwelten sind Die unendliche Geschichte von Michael Ende, das Märchen Hans und die Bohnenranke und die Filme Verwünscht und Der Zauberer von Oz.

#### Alternativweltgeschichte
Unter einem Paralleluniversum versteht man in vielen Fällen einen Kosmos, in dem tatsächliche oder fiktive Ereignisse anders verlaufen sind (Hitler hat den Weltkrieg gewonnen, Jesus Christus wurde nicht gekreuzigt, Superman hat geheiratet etc.), was weitreichende Folgen hat.
Ein solcher kann innerhalb des Werkes der Realität, in der der Leser lebt, als eines von zwei oder mehr existierenden Paralleluniversen gegenübergestellt werden. Dadurch, dass das Ereignis so oder so (bzw. gar nicht) stattfindet, hat sich gewissermaßen die Welt „gegabelt“ oder „verzweigt“; für die einzelnen Zweige gibt es insbesondere im Zusammenhang mit Zeitreisen, bei der vergangene Geschehnisse verändert werden, den Begriff der Zeitlinie.
Eine Umgebung, die sich aus einem anders als in der bekannten Vergangenheit verlaufenen Ereignis ergibt, kann aber auch eigenständig als fiktives Universum einer Alternativweltgeschichte dienen.